# Jason Ricci
Jason Ricci (Portland, 3 febbraio 1974) è un armonicista e cantante statunitense.

## Carriera
Cresciuto a Portland, nel Maine, dopo essersi classificato primo al Sonny Boy Blues Society a 21 anni ed aver registrato il suo primo album, trovò presto la sua strada nel mondo del blues, come promettente armonicista. Ha suonato con i grandi Junior Kimbrough, R.L.Burnside e Nick Curran. Nel 1999, vinse il mars National Harmonica Contest e cominciò a suonare con Keith Brown.
Dopo 15 mesi con il gruppo Big Al & Heavyweights,  nel 2002 formò la sua band personale Jason Ricci & New Blood. Il repertorio dei New Blood comprende brani di taglio tradizionale, che includono improvvisazioni, fraseggi originali, come pezzi melodici e strumentali. La scaletta dei brani è diversa ad ogni esibizione e può includere alcune classiche cover del blues, del jazz e del funk come "Cissy Strut" (The Meters), "Get Up, Stand Up" (Bob Marley), "Shake Your Hips" (Slim Harpo) e "Turkish Coffee" (Herbie Mann).
Nel 2005, Jason è stato premiato con il Muddy Waters Promising New Blues Artist (premio come più promettente rivelazione blues).
Il loro primo album ”Rocket Number 9” è uscito il 23 ottobre 2007 per la Electro Groove, una nuova suddivisione della Delta Groove Records.
il 6 maggio 2010 Jason ha vinto il titolo di "Best Harmonica Player" ai Blues Music Awards presso il Cook Convention Center di Memphis.

## Discografia

### Come Jason Ricci
- 1995 - Jason Ricci
- 1997 - Down at the Juke
- 2005 - Her Satanic Majesty Requests... Harmonica Music
- 2015 - Dirty Memory (in collaborazione con JJ Appleton)

### Come Jason Ricci & New Blood
- 2002 - Feel Good Funk
- 2005 - Live at Checkers Tavern
- 2005 - Blood on the Road
- 2007 - Rocket Number 9
- 2009 - Done with the Devil
- 2010 - Down That Road...